# Антикітера
Антикітера (грец. Αντικύθηρα) — острів між Егейським та Середземним морями, належить Греції. Відділений від Криту однойменною протокою. Розташований за 38 км на південний схід від острова Кітера, звідси й походить назва — дослівно навпроти Кітери.
У 1901 році біля узбережжя острова знайдено антикітерський механізм — найдавніший аналоговий обчислювач положень планет на небі (60 рік до н. е.).
Станом на 2019 рік на острові проживало лише близько 20 чоловік, хоча ще 40 років тому прожило близько 300.

## Цікавий факт
- У 2019 році грецька влада оголосила, що надасть житло новим жителям, які переселяться на острів. Також їм будуть виплачувати по 500 євро допомоги щомісячно протягом 3 років. Переселенці повинні мати не менше 3 дітей у сім'ї;[1]
- На відкриття школи (відновила роботу після 24 років перерви) приїхав президент Греції. У школі навчається лише 3 дітей місцевих жителів.[1]

## Галерея

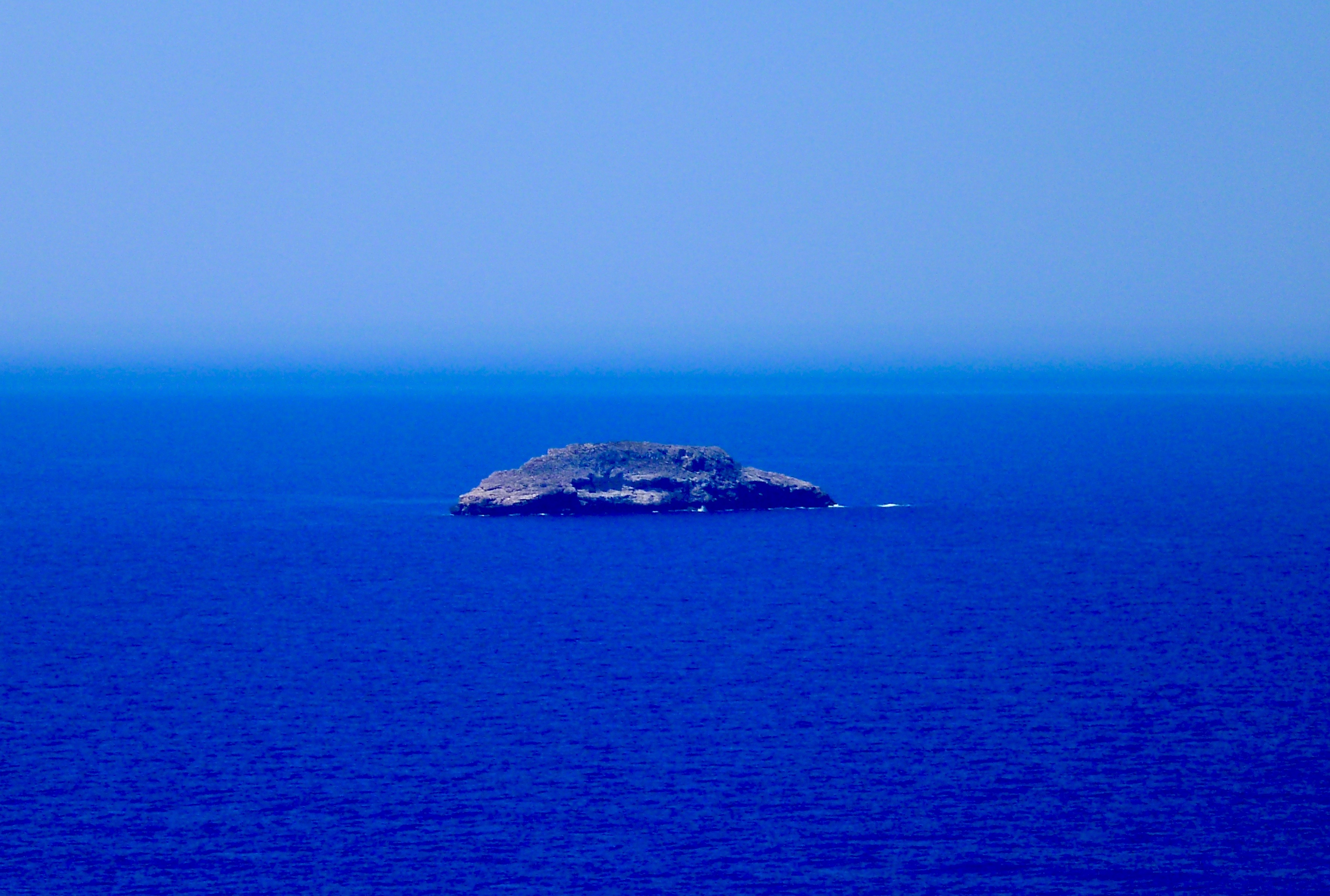
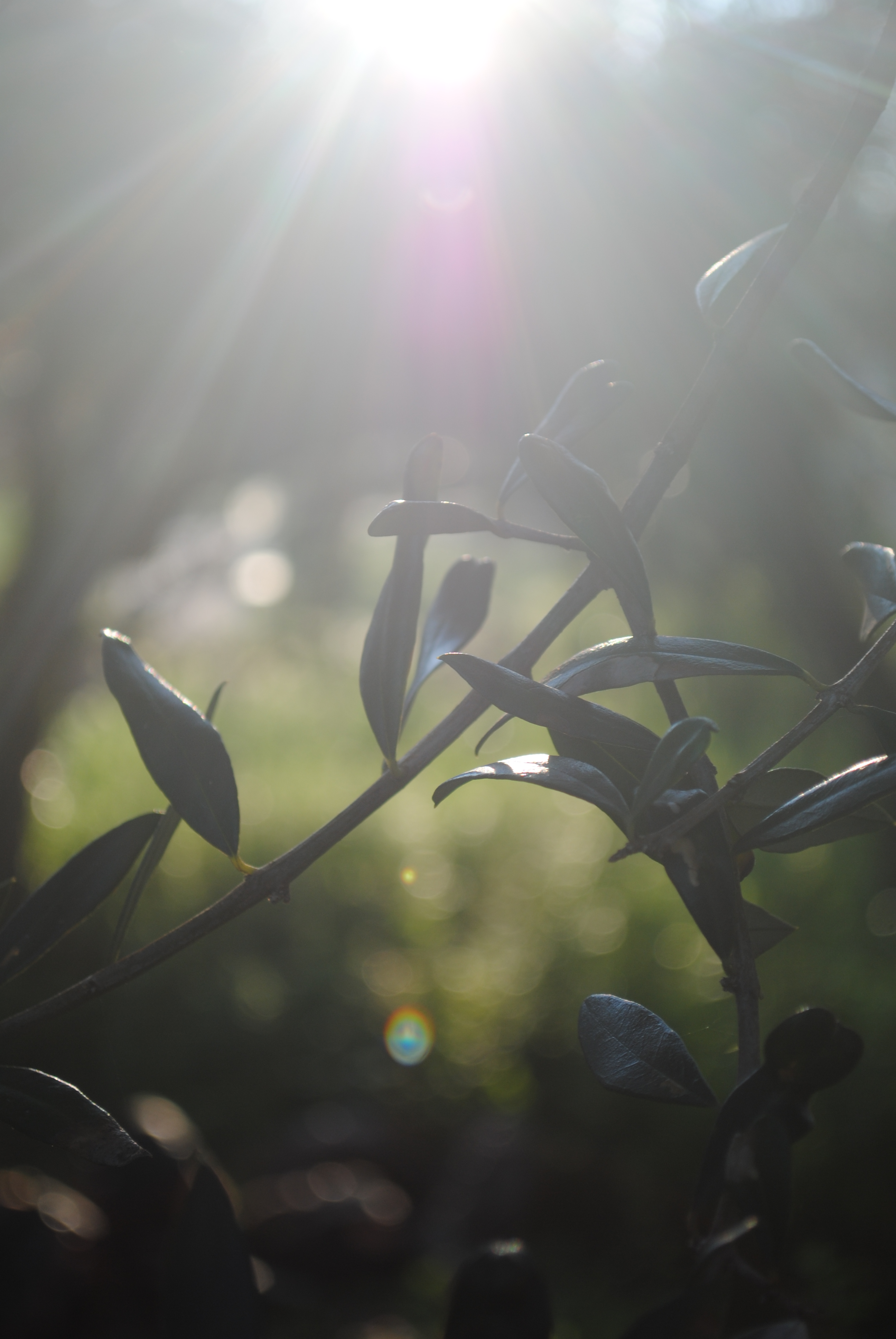
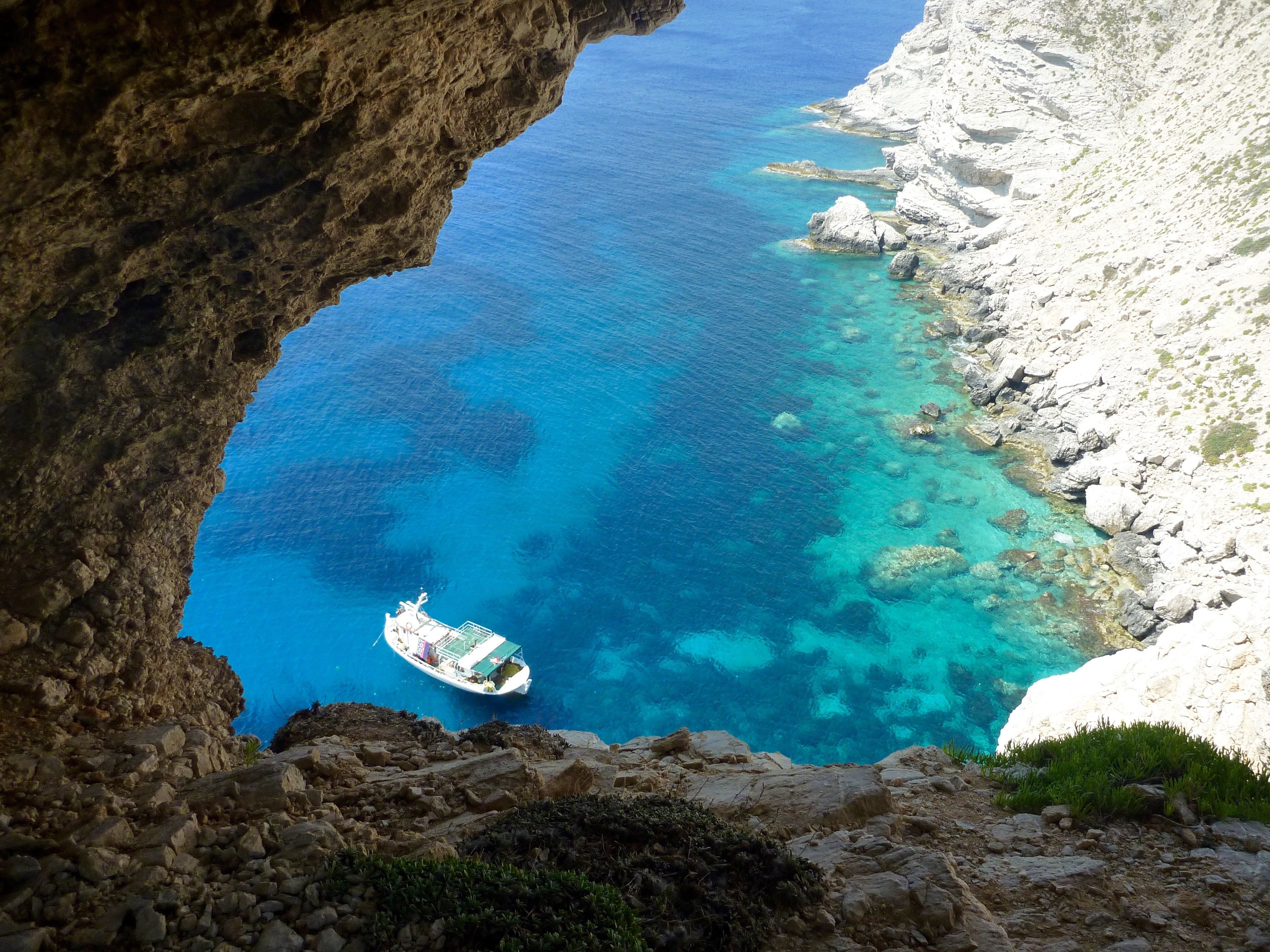
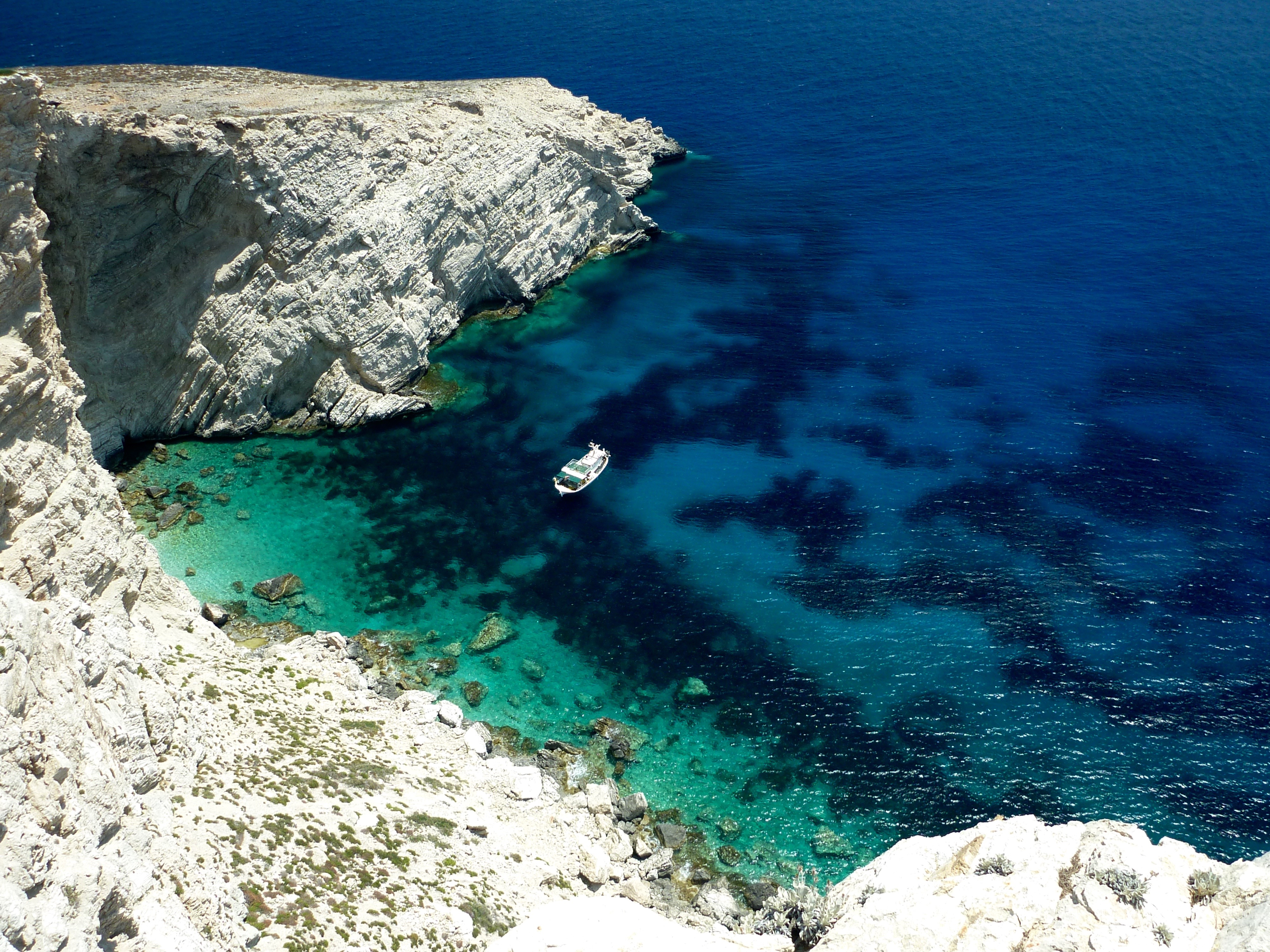
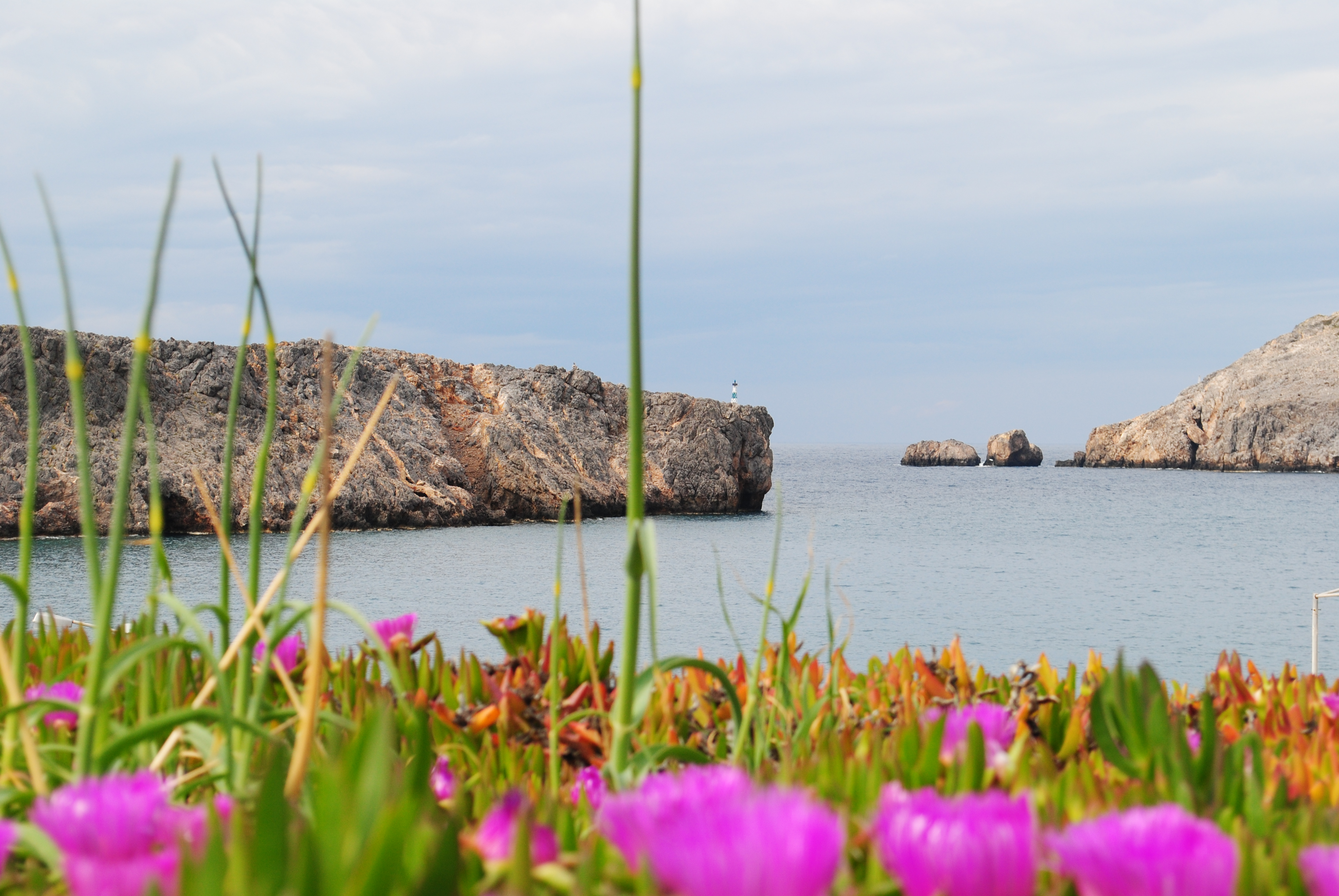
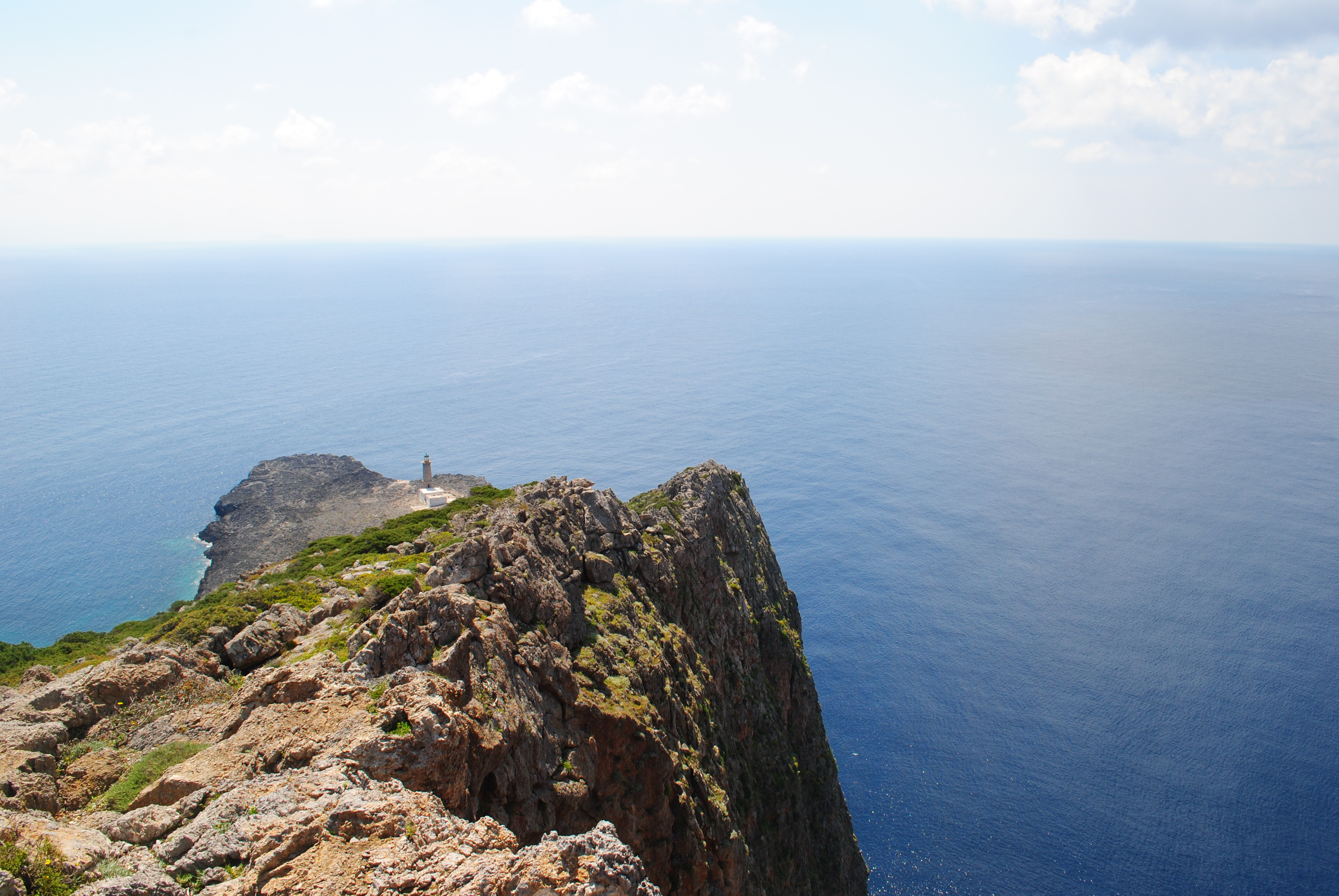
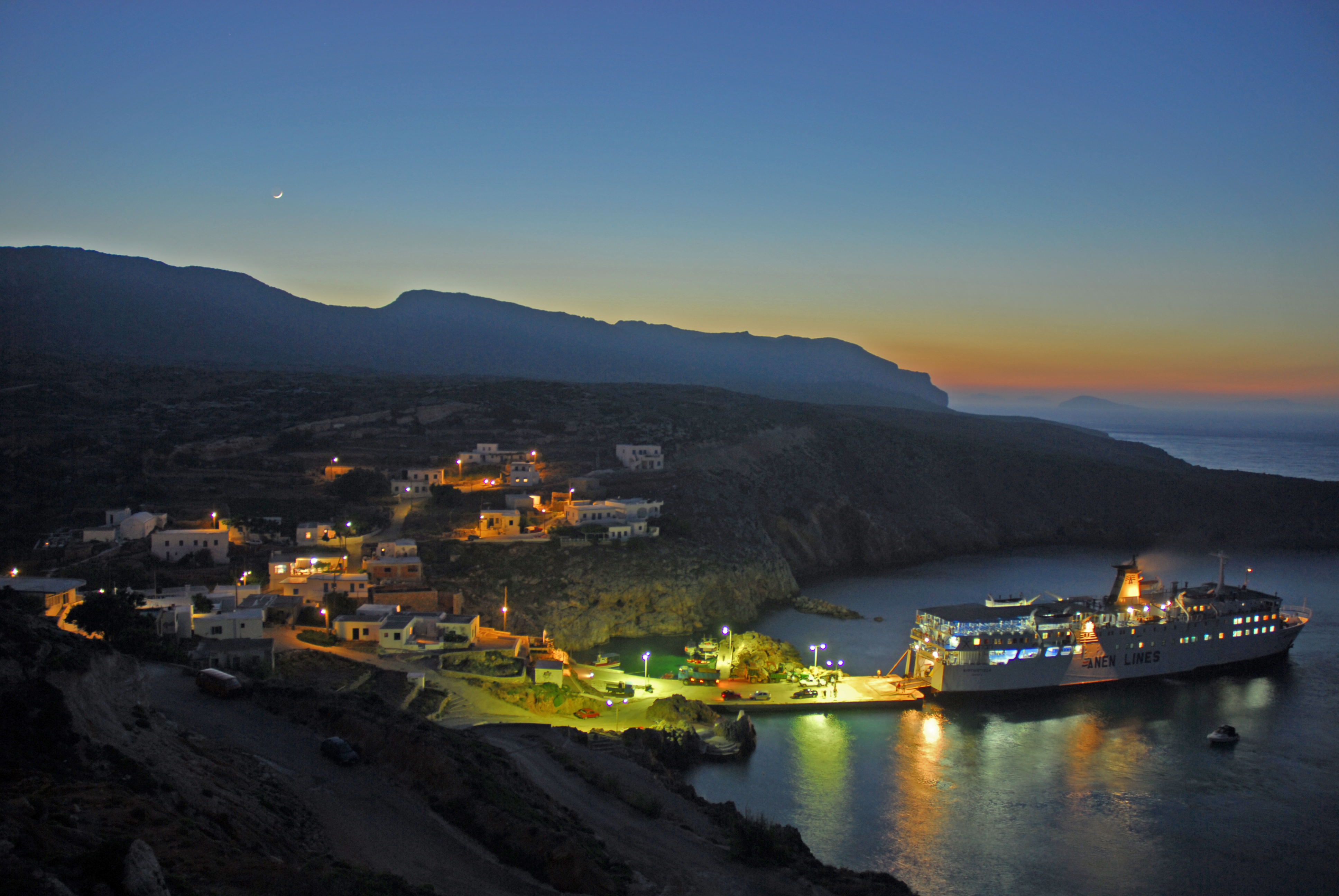
Затока Потамос вночі